# Выборы в ландтаг Рейнланд-Пфальца 1979
Выборы в ландтаг Рейнланд-Пфальца 1979 года состоялись 18 марта. Оппозиционные партии — Социал-демократическая партия Германии (SPD) и Свободная демократическая партия (FDP), по сравнению с предыдущими выборами, получили больше голосов, но Христианско-демократическому союзу (CDU) во главе с Бернхардом Фогелем удалось удержать абсолютное большинство.

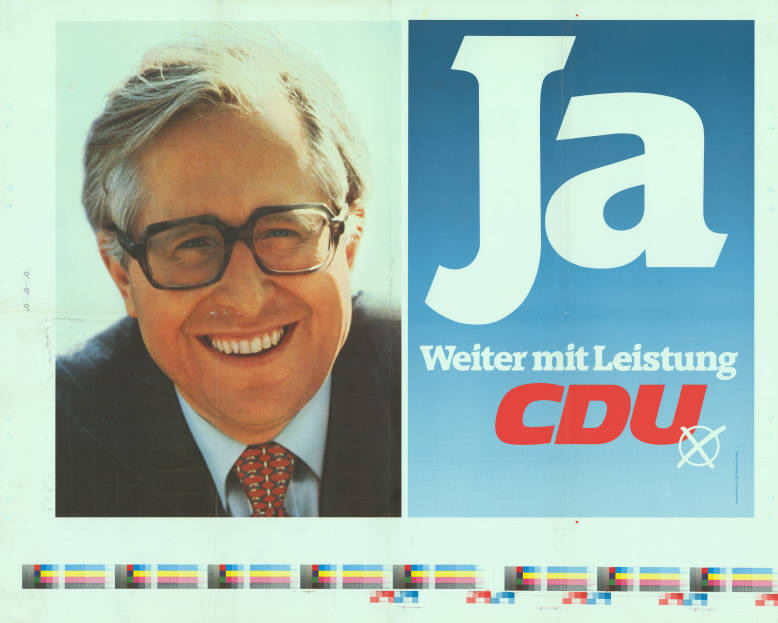
Плакат Христианско-демократического союза (CDU)

## Начальное положение
Христианско-демократическому союзу (CDU) противостояли оппозиционные Социал-демократическая партия Германии (SPD) и Свободная демократическая партия (FDP). С 1976 года премьер-министром был Бернхард Фогель, возглавлявший ХДС (CDU).

## Результаты выборов
Распределение мест после выборов 1979 года
Выборы в ландтаг состоялись 18 марта 1979 года. Участие в выборах приняло 7 партий.
- Общее количество избирателей: 2 717 051;
- Количество явившихся избирателей: 2 211 862;
- Явка избирателей: 81,41 %, из них:
  - действительные голоса: 2 184 540;
  - недействительные голоса: 27 342.

| Партия                              | Партия                                                               | Голосов   | %     | Мест | Изменений |
| ----------------------------------- | -------------------------------------------------------------------- | --------- | ----- | ---- | --------- |
|                                     | Христианско-демократический союз (CDU)                               | 1 094 480 | 50,10 | 51   | ▼4        |
|                                     | Социал-демократическая партия Германии (SPD)                         | 923 965   | 42,30 | 43   | ▲3        |
|                                     | Свободная демократическая партия (FDP)                               | 139 248   | 6,37  | 6    | ▲1        |
|                                     | Национал-демократическая партия – Зелёный список (NPD – Grüne Liste) | 14 915    | 0,68  |      |           |
|                                     | Германская коммунистическая партия (DKP)                             | 9 024     | 0,41  |      |           |
|                                     | Коммунистический союз Западной Германии (KBW)                        | 2 278     | 0,10  |      |           |
|                                     | Европейская рабочая партия                                           | 630       | 0,03  |      |           |
| Недействительных бюллетеней         | Недействительных бюллетеней                                          | 27 342    | 1,24  | -    | -         |
| Всего                               | Всего                                                                | 2 211 862 | 100   | 100  | -         |
| Зарегистрированных избирателей/явка | Зарегистрированных избирателей/явка                                  | 2 184 540 | 81,41 | -    | -         |